# Nam Gyu-ri
Dans ce nom coréen, le nom de famille, Nam, précède le nom personnel.
Pour les articles homonymes, voir Nam.
 (avril 2024).
Si vous disposez d'ouvrages ou d'articles de référence ou si vous connaissez des sites web de qualité traitant du thème abordé ici, merci de compléter l'article en donnant les références utiles à sa vérifiabilité et en les liant à la section « Notes et références ».
Nam Gyu-ri (en coréeen 남규리), née le 26 avril 1985 à Séoul, est une chanteuse et actrice sud-coréenne.

## Carrière
Elle est diplômée de l'Université Kyunghee, spécialisée en théâtre et cinéma (Département de théâtre et de cinéma).
Nam Gyu-ri fait ses débuts dans le monde de la musique en tant que leader du trio SeeYa en 2006 avec Lee Bo-ram et Kim Yeon-ji. En avril 2009, la maison de disques du groupe, Core Contents Media, annonce que Nam cesse de participer aux activités du groupe, violant ainsi les termes de son contrat. De son côté, Nam déclare par le biais de son avocat que son contrat est désormais conclu et qu'elle n'est plus liée à la compagnie ni à SeeYa, elle démissionne, car cela est incompatible avec son envie de devenir actrice. Lors d'une conférence de presse le mois suivant, les deux membres restants de SeeYa expriment leur opinion sur le comportement de Nam, la qualifiant de trahison et se déclarant déçues et confuses par les affirmations de leur ancienne camarade selon lesquelles elle fut mal traitée, affirmant également que Nam bénéficiait d'un traitement préférentiel, des traitements qui ont souvent porté préjudice au groupe. Le 15 juillet 2009, Core Contents Media annonce que les malentendus sont résolus et que Nam Gyu-ri reprendrait les activités avec le groupe, mais la chanteuse part finalement le 13 août.
Peu de temps après avoir trouvé un nouveau management, Nam reprend sa carrière de chanteuse en tant qu'artiste solo. Sa nouvelle société, Eyagi Entertainment, confirme que Nam poursuit une carrière solo en tant qu'actrice et chanteuse. Bien que Nam déclare qu'elle ne poursuivrait pas sa carrière de chanteuse, elle contribue à l'album du retour d'Ivy I Be... en 2009.
Elle rejoint cependant le groupe fin 2010 pour les dernières prestations avant la dissolution le 30 janvier suivant.
En 2014, Nam signe avec l'agence artistique SidusHQ.
En novembre 2018, Nam signe avec la nouvelle agence KORTOP Media, fondée par le producteur de séries dramatiques Go Dae-hwa.
En 2020, Nam tient le rôle de deuxième protagoniste de la série Kairos, dans le rôle d'une violoniste et sociopathe qui avait secrètement une liaison dans le dos de son mari tout en agissant comme une bonne épouse et mère.
En mai 2022, Nam signe avec My Company après l'expiration de son contrat avec son ancienne agence.
En juillet 2023, Nam signe avec une nouvelle agence, Higher Rank Entertainment.

## Filmographie
Cinéma
- 2008 : Death Bell
- 2009 : More than Blue
- 2011 : Mr. Idol
- 2013 : Top Star
- 2014 : Mad Sad Bad
- 2018 : Deja Vu
- 2018 : History of Jealousy

Séries télévisées
- 2010 : Life Is Beautiful (62 épisodes)
- 2011 : 49 Days (20 épisodes)
- 2012 : Lovers of Haeundae (16 épisodes)
- 2016 : Geurae, Geureongeoya (54 épisodes)
- 2018-2019 : Children of Nobody (32 épisodes)
- 2020 : Kairos (15 épisodes)
- 2021 : You Are My Spring (16 épisodes)